# Sherdog
Sherdog – strona internetowa poświęcona mieszanym sztukom walki (MMA). Posiada największą bazę danych zawodników MMA na świecie. Jest członkiem sieci Crave Online, która jest związana z ESPN.com. Serwis był notowany w rankingu Alexa na miejscu 9,202.

## Informacje
Założona w 1997, przez fotografa Jeffa Sherwooda (pseudonim Sherdog). Portal dostarcza informację o tematyce MMA w formie wywiadów, recenzji, zapowiedzi imprez sportowych, wyników na żywo czy transmisji poszczególnych gal. Na stronie znajduje się m.in. baza danych zawodników wraz z organizacjami MMA z całego świata ze szczegółowymi statystykami, forum dyskusyjne oraz rozgłośnia radiowa, Radio Sherdog. Prowadzone są również rankingi zawodników.